# Angst (Philosophie)
Angst wurde als philosophischer Begriff durch Kierkegaard und im Gefolge in der Existenzphilosophie prominent. Er spielt jedoch schon seit der antiken Ethik eine Rolle. Während die Existenzphilosophie mit Kierkegaard streng zwischen Angst und Furcht unterscheidet, ist das in der antiken Ethik (und auch in der theologischen Tradition) nicht der Fall.

## Aristoteles
Nach Aristoteles ist nicht jede Angstform als pathologisch oder moralisch abzulehnen. Angst kann vielmehr zu situationsangemessenen Überlegungen führen. Mechanische Angstlosigkeit gilt ihm als Tumbheit, objektiv unbegründete Angst (z. B. vor einer Maus) als pathologisch.

## Stoa und Epikureismus
Die antike Stoa sah wie die Epikureer Angst als künstliche Emotion an, der mit Gelassenheit (Ataraxie) zu begegnen sei. Die Epikureer strebten einen angstfreien Zustand an, indem sie zu zeigen versuchten, dass der Tod im Grunde den Menschen nichts angehe, weil er kein Ereignis des Lebens sei. Die Angst vor den Göttern sollte dadurch entmachtet werden, dass für die Auffassung argumentiert wurde, dass die Götter in einer abgetrennten Sphäre existierten und sich für die Sterblichen nicht interessierten.

## Augustinus
Augustinus bestimmt die Furcht (timor) „grundlegend als das Gefühl der Entfremdung von Gott“. Er unterscheidet bei der Gottesfurcht (timor dei) den timor castus und den timor servilis.
Timor castus wird wörtlich mit „keuscher Furcht“, anders auch mit „heiliger Angst“ übersetzt.
Während timor castus in der Furcht vor der Trennung von dem Geliebten besteht und durch die (Gottes)liebe motiviert ist, gilt timor servilis (knechtliche Furcht) als bloße „Straffurcht“,
die einer knechtischen Haltung entspringt und durch die Weltliebe und nicht durch die „Liebe zu Gott oder zum Guten“ motiviert ist.
Trotz der Abwertung der timor servilis wird ihr eine pädagogische Funktion im Sinne einer Vorbereitung auf die Liebe zugemessen, was eine Pädagogik der Angst im Christentum begünstigt haben soll.

## Böhme, Schelling
Das Thema der Angst wird erst wieder von Böhme und F. W. J. Schelling beachtet.
Nach Jakob Böhme „urständet sich ein jedes Leben in der Angst“ und ist kein Leben ohne Angst.

## Hegel
Nach Georg Wilhelm Friedrich Hegel gehört Angst zum notwendigen Übergang auf dem Weg des Bewusstseins zum Selbstbewusstsein. Die Überwindung der Angst werde durch Arbeit (im Sinne von Beruf, oder Arbeiten an sich selbst?) vollzogen.

## Existenzphilosophie
Im Anschluss an Søren Kierkegaard wird das Thema Angst zu einem Grundthema der Existenzphilosophie. So u. a. bei Martin Heidegger, Karl Jaspers, Jean-Paul Sartre und Peter Wust.

### Kierkegaard
Søren Kierkegaard, der in der Tradition des Augustinismus zu sehen ist, befasst sich mit dem Thema Angst vor allem in seiner Schrift Der Begriff Angst von 1844. Der menschliche Geist durchläuft in dieser Schrift verschiedene Erscheinungsformen. Kierkegaard unterscheidet zwischen den Zuständen der Unschuld, der Sünde und der Erlösung. Am Zustand der Unschuld klärt sich das Verhältnis von Angst und Nichts. Der Geist ist hier träumend gegenwärtig, d. h. er hat sich noch nicht als Geist erfasst, strebt aber dahin, in ein Verhältnis zu sich selbst zu treten. Dabei steht dieses Streben in einem ständigen Konflikt. Angst ist da gegeben, wo der Geist sich danach sehnt, sich selbst zu setzen und davor zugleich zurückschreckt. Der Geist empfindet sich als von seiner eigenen Wirklichkeit angezogen und abgestoßen zugleich. An einer Stelle wird das Ganze dieser Bewegung dialektischer Zweideutigkeit als Angst bezeichnet: „Angst ist eine sympathetische Antipathie und eine antipathetische Sympathie.“ Die Wirklichkeit seiner selbst ist dabei für den träumenden Geist wie ein Nichts. Der Geist ängstigt sich vor dem Nichts: „Des Geistes Möglichkeit zeigt sich fort und fort als eine Gestalt, die seine Möglichkeit lockt, ist jedoch entschwebt, sobald diese danach greift und ist ein Nichts, das nichts als ängsten kann.“ Als auf etwas Unbestimmtes gerichtet aber unterscheidet sich die Angst „von Furcht und ähnlichen Begriffen“. Furcht ist immer Furcht vor diesem oder jenem Bestimmten.
Die Angst bewirkt weiter, dass der Geist sich im Versuch, sich selbst zu setzen, am Ende selbst verfehlt. Dabei ist die Sünde für Kierkegaard ein misslungener Akt der Selbstsetzung des Geistes, bzw. der Freiheit. Auch auf der Ebene des der Sünde verfallenen Geistes lebt der Mensch wieder in Angst: „Die Sünde ist mit der Angst hineingekommen, aber die Sünde brachte wiederum die Angst mit sich“. „Einerseits ist das in sich Zusammenhängende (die Kontinuität) der Sünde die Möglichkeit, welche ängstigt; anderseits ist die Möglichkeit einer Erlösung wiederum ein Nichts, welches das Individuum so liebt wie fürchtet;“
In der Erlösung bzw. im Glauben sind Angst und Sünde aufgehoben. Um dahin zu gelangen, muss sich der Mensch zuvor (Der Begriff Angst, letztes Kapitel) durch die Angst „bilden“ lassen, d. h. jede Möglichkeit des Schicksals und jede Möglichkeit der Schuld/Sünde als für sich selbst möglich erachten. Wer für sich selbst nicht einsieht, dass ihr jederzeit das schlimmste Unglück widerfahren kann, wer nicht einsieht, dass das Entsetzliche, das Verderben, die Vernichtung Tür an Tür wohnt mit einem jeden Menschen, kann Angst und Sünde nicht wahrhaft überwinden.

### Heidegger
Martin Heidegger unterscheidet in Sein und Zeit (1927) drei verschiedene Weisen des In-der-Welt-seins: die Befindlichkeit, das Verstehen und die Rede. Die Befindlichkeit ist das Gestimmtsein. Der Mensch bzw. das Dasein ist immer gestimmt. Die Angst aber wird als die „Grundbefindlichkeit“ bezeichnet, die sich radikal auf die Erfahrung des bloßen „Daß es ist“ des Daseins bezieht. Sie vereinzelt das Dasein auf sein eigenstes In-der-Welt-sein, d. h. die alltägliche Vertrautheit bricht in sich zusammen und es erschließt sich dem Dasein die Bedrohlichkeit bzw. die Unheimlichkeit, das Nicht-zuhause-sein seines In-der-Welt-seins. Dabei ist „das Wovor“ der Angst im Gegensatz zur Furcht völlig unbestimmt, „Nichts ist es [das Bedrohliche] und nirgends“. In der Angst vor dem Tode enthüllt sich die Geworfenheit in den Tod, d. h. der Tod als eigenstes, unüberholbares Seinkönnen eines jeden Daseins. Das in der Angst enthüllte Seinkönnen ermöglicht nach Heidegger ein Sichverstehen in seinem eigenen Seinkönnen und damit die Wahl als das Sichentscheiden für ein Seinkönnen aus dem eigenen Selbst bzw. die Entschlossenheit.
In der Vorlesung Was ist Metaphysik? (1929) ist das Wovor der Angst nicht das In-der-Welt-sein als solches, sondern die Angst offenbart die Welt als das Seiende als Ganzes und das Nichts als etwas sich von der Welt Abhebendes. Das Nichts ist hier das Unbestimmte schlechthin im Sinne des ganz Anderen als das Seiende. Dabei entschleiert sich in der Erschlossenheit des Nichts das Sein bzw. das Nichts west als das Sein.
In Sein und Zeit ängstet sich das Dasein vor der Geworfenheit, der Faktizität, im Grunde vor seiner Ohnmacht und läuft dann „entschlossen“ in den Tod voraus. In Was ist Metaphysik? ängstet sich das Dasein hingegen vor dem eigenen Entwerfen und also vor der existentialen Freiheit.

### Jaspers
Für Jaspers folgt die Angst aus einem Scheitern in Grenzsituationen, die durchgestanden „ein unbegreifliches Vertrauen in den Grund aller Dinge“
bewirke.

### Wust
Der christliche Existenzphilosoph Peter Wust sieht für den Menschen auf der Suche nach „Geborgenheit in der Ungeborgenheit“ in der Gottes- und Glaubensgewissheit als „homo religiosus“ einen Weg aus der existenziellen Angstkrise.